# 神善寺
神善寺（しんぜんじ）は、茨城県神栖市にある真言宗智山派の寺院。

## 歴史
1056年（天喜4年）、貞祐上人によって開山された。
当寺の本尊は大日如来像である。他にも釈迦の入滅を現した釈迦涅槃像もある。
境内には、大きなタブの木がある。この木は茨城県の天然記念物に指定されているもので、江戸時代の大火でも延焼を防いだことから「火伏せの木」とも呼ばれている。

## 文化財
- 木造大日如来座像（茨城県指定文化財 昭和46年12月2日指定）[3]
- 木造釈迦涅槃像（茨城県指定文化財 昭和46年12月2日指定）[4]
- 波崎の大タブ（茨城県指定天然記念物 昭和35年12月21日指定）[5]
- 釈迦堂（神栖市指定文化財）[6]
- 紙本両界曼荼羅（神栖市指定文化財）[6]
- 木造地蔵菩薩立像（神栖市指定文化財）[6]
- 一石宝篋印塔（神栖市指定文化財）[6]
- 木版刷大般若波羅蜜多経（神栖市指定文化財）[6]

ギャラリー
- 本殿
- 釈迦堂（神栖市指定文化財）
- 波崎の大タブ（茨城県指定天然記念物）

## 交通アクセス
- 銚子駅より車11分。